# Серна, Хосе де ла
Хосе де ла Серна, 1-й граф де лос Андес (исп. José de la Serna y Martínez de Hinojosa, I conde de los Andes; 1770, Херес-де-ла-Фронтера — 6 июля 1832, Кадис) — испанский генерал, колониальный чиновник. Предпоследний вице-король Перу.

## Биография
На службу в армию Хосе де ла Серна поступил курсантом в раннем возрасте, принимал участие в обороне Сеуты от мавров в 1784 году. Позже сражался против французов в Каталонии в 1795 году, против англичан при адмирале Хосе де Массаредо в 1797 году. Участвовал в обороне Сарагосы, где был взят в плен французскими войсками и вывезен во Францию. Вскоре он бежал из плена и через Швейцарию отправился на Восток, откуда вернулся в Испанию.
В 1816 году де ла Серна получил звание генерал-майора и был назначен командовать испанскими войсками в Перу для подавления восстания. Он прибыл в Кальяо 22 сентября 1816 года и сразу был направлен в Верхнее Перу (ныне Боливия). Непосредственно к командованию войсками приступил 12 ноября 1816 года, по приказу вице-короля Хоакина де ла Песуэлы должен был направить войска на подавление восстания в аргентинскую провинцию Тукуман, но отказался выполнить приказ, мотивируя недостаточностью сил.
После знаменитого перехода через Анды войска Хосе Сан-Мартина застали испанцев врасплох, и все последующие действия сил де ла Серны свелись к оборонительным действиям и подавлениям различных восстаний.
Из-за различных разногласий отношения де ла Серны с вице-королём дела Песуэлой только ухудшались, и де ла Серна решил уйти в отставку и попросил у вице-короля разрешения отправиться в Испанию. Разрешение им было получено в мае 1819, а в сентябре он передал командование войсками генералу Хосе Кантересу.
Де ла Серна имел поддержку в столице вице-королевства Лиме. После прибытия в Лиму для отъезда в Испанию он увидел всю полноту этой поддержки. Перу находилось под угрозой вторжения войск Сан-Мартина, и было решено обратиться в вице-королю для назначения де ла Серны командующим армии и главой военного совета с присвоением ему звания генера-лейтенанта. Вице-король в силу сложности ситуации, несмотря на личные неприязненные отношения, согласился с этим назначением.
Сан-Мартин высадился 8 сентября 1820 года в Писко, армия испанских войск под командование де ла Серны встала на защиту столицы.

## Вице-король
29 января 1821 года сторонники де ла Серны устроили мятеж с требованием ухода в отставку вице-короля в пользу де ла Серны. Де ла Песуэла отказался и потребовал подавить восстание, но де ла Серна отказался, мотивировав недостаточностью сил, и вечером вице-король ушёл в отставку. Позднее этот переворот был признан в Испании.
В Лиму прибыл испанский уполномоченный капитан Мануэль Абреу, который привёз приказ де ла Серне идти на мирные переговоры с Сан-Мартином, поскольку в Испании уже поняли весь размах восстания и опасались полной потери американских колоний. Переговоры начались 3 мая и продолжались до 24 июня 1821 года, но переговоры так и не привели к соглашению. Камнем преткновения стала независимость, которую требовали повстанцы, тогда как Испания была готова предоставить только широкую автономию.
Боевые действия возобновились на следующий день, 25 июня, после окончания переговоров, уже 6 июля испанские войска во главе с де ла Серной были вынуждены покинуть столицу. Через четыре дня в Лиму вошли войска Сан-Мартина, встречаемые ликующим населением, и 15 июля (28 июля по новому стилю) Сан-Мартин провозгласил независимость Перу.
Хосе де ла Серна вынужден был отступить к Хауахе, затем в Куско.
24 августа де ла Серна направил 4000 солдат на помощь осаждённому Кальяо, но 19 сентября город был взят из-за отсутствия снабжения.
В Куско вспыхнули разногласия среди имперских сил, генерал Оланьета отказался повиноваться де ла Серне.
Война за независимость Перу шла к логическому завершению, генерал Кантерас потерпел поражение в битве у Хунин 6 августа 1824 года от войск Симона Боливара. Хосе де ла Серна выступил из Куско с хорошо вооружённой армией 10000 солдат и 1600 кавалерии, вступил в сражение с войсками Антонио Хосе де Сукре при Аякучо и потерпел сокрушительное поражение. Сам Хосе де ла Серна был ранен и взят в плен, его армия потеряла 2000 человек убитыми и 3000 ранеными. На следующий день, 9 декабря 1824 года, генерал Кантерас подписал капитуляцию. Вскоре Хосе де ла Серна был отпущен, и он предпочёл отправиться в Испанию.
В день Битвы при Аякучо испанский король Фердинанд VII даровал Хосе де ла Серне титул графа де лос Андес, сам де ла Серна узнал об этом только после прибытия в Испанию.
После возвращения в Испанию Хосе де ла Серна был подвергнут суду, но его действия были полностью оправданы и одобрены. Позже он был назначен генерал-капитаном Гранады. Умер Хосе де ла Серна в Кадисе в 1832 году.
Одним из потомков Хосе де ла Серны был известный латиноамериканский революционер Эрнесто Че Гевара.